# Acanthagrion latapistylum
Acanthagrion latapistylum – gatunek ważki z rodziny łątkowatych (Coenagrionidae). Występuje w Ameryce Południowej.